# Magic (Amii Stewart)
Magic è un album della cantante statunitense Amii Stewart, pubblicato dall'etichetta discografica RTI nel 1992.
L'album è disponibile su long playing, musicassetta e compact disc.

## Tracce

### Lato A
1. Don't Be So Shy
2. Stay with Me
3. I Can't Give Up
4. Now That We're Here
5. Fly on the Wall

### Lato B
1. There Has Got to Be a Way
2. A Better Day
3. Don't Stop
4. Like a Stone
5. Song for Daddy
6. Warm embrace (Le storie lunghe) (Mariella Nava)

## Formazione
- Amii Stewart – voce, cori
- Luca Orioli – pianoforte
- Davide Romani – basso, programmazione
- Mario Puccioni – pianoforte
- Lele Melotti – batteria
- Paolo Gianolio – chitarra
- Danilo Rea – pianoforte
- Marco Rinalduzzi – chitarra
- Vittorio Cosma – pianoforte
- Luca Cersosimo – batteria elettronica, programmazione
- Michael Rosen – sassofono soprano, sax alto
- Orlando Johnson, Miguel Brown, Paul Fredericks, Patrick Boothe, William Lessenberry, Shirley Fredericks – cori